# Иванов, Николай Иванович (политик)
Иванов Николай Иванович (род. 1955) — российский муниципальный и государственный деятель. Действительный государственный советник Российской Федерации 3 класса. Заместитель министра Чеченской Республики по национальной политике, внешним связям, печати и информации (с 2017).
Мэр города Новочебоксарска (1996—2000). Председатель Государственного Совета Чувашской Республики, член Совета Федерации (2000—2001).

## Биография

### Происхождение
В 1978 году окончил Чувашский сельскохозяйственный институт по специальности «Механизация сельского хозяйства». В 1992 году окончил Московский ордена Дружбы народов кооперативный институт по специальности «Экономика торговли». В 2002 году окончил Московский открытый социальный университет по специальности «Юриспруденция».
С 08.1978 г. по 11.1978 г. — инженер по трудоемким процессам Республиканского производственно-научного объединения по хмелеводству «Чувашхмельпром». С 11.1978 г. по 05.1980 г. — прохождение военной службы по призыву.
С 06.1980 г. по 11.1984 г. — главный механик, начальник ПМК «Козловская», главный механик треста «Чувашспецхмельстрой». С 11.1984 г. по 02.1988 г. — главный инженер торгово-сбытовой базы ОРС Чебоксарского производственного объединения «Химпром».
С 02.1988 г. по 03.1992 г. — заведующий отделом торговли и платных услуг Новочебоксарского горисполкома Чувашской АССР. С 03.1992 г. по 05.1994 г. — начальник отдела комплексного анализа и формирования рыночных отношений Новочебоксарской городской администрации Чувашской Республики.
С 05.1994 г. по 08.1995 г. — директор МПТ «Торговая база». С 08.1995 г. по 09.1996 г. — генеральный директор АООТ «Торговая база».

### Муниципальная и государственная служба в Чувашии
Избирался депутатом Новочебоксарского городского Собрания депутатов. С 09.1996 г. по 12.1996 г. — и. о. главы Новочебоксарской городской администрации. С 12.1996 г. по 02.2000 г. — глава самоуправления города Новочебоксарска. 1 ноября 1998 г. был избран депутатом Государственного Совета Чувашской Республики.
На внеочередной пятнадцатой сессии Государственного Совета Чувашской Республики 14 февраля 2000 г. был избран его председателем (сменил добровольно ушедшего в отставку Л. П. Куракова). С 02.2000 г. по 04.2001 г. — председатель Государственного Совета Чувашской Республики, член Совета Федерации Федерального Собрания Российской Федерации.
17 апреля 2001 г. на сессии Государственного Совета был освобожден от обязанностей его председателя; по должности входил в состав Совета Федерации Федерального собрания РФ, являлся членом Комитета по бюджету, налоговой политике, финансовому, валютному и таможенному регулированию, банковской деятельности; после смещения с поста председателя Госсовета Чувашии продолжал выполнять полномочия члена Совета Федерации до ноября 2001 г. (передал их избранному представителю Госсовета республики).
Вопрос об отставке Н. Иванова с поста председателя был включен в повестку дня сессии Госсовета Чувашии 17 апреля 2001 г. по письменному заявлению 55 депутатов, поставивших ему в вину неоднократные нарушения парламентского регламента. По сообщению газеты «Коммерсантъ» (19.04.2001), Иванову вменялось в вину использование бюджетных средств на издание книги собственных выступлений, использование служебного положения для агитации в пользу кандидата от КПРФ на должность мэра столицы республики Чебоксар, провоцирование конфликтных ситуаций с исполнительной властью. Попытки спикера и его сторонников оправдаться и создать комиссию по проверке фактов обвинения не увенчались успехом. Как сообщил ИТАР-ТАСС, при тайном голосовании за отставку Иванова проголосовали две трети из 87 депутатов Госсовета.

### Работа в Аппарате Совета Федерации
С 2001 по 2016 год Н. И. Иванов был на государственной службе в Аппарате Совета Федерации Федерального Собрания Российской Федерации.
С 11.2001 по 04.2002 — советник отдела по взаимодействию с органами государственной власти и местного самоуправления субъектов Российской Федерации Управления по организации работы Совета Федерации и взаимосвязи с органами государственной власти субъектов Российской Федерации.
С 04.2002 по 03.2003 — советник отдела по взаимодействию с федеральными органами государственной власти и органами власти субъектов Российской Федерации Организационного управления.
С 03.2003 по 09.2003 — советник Председателя Совета Федерации С. М. Миронова.
С 09.2003 по 03.2006 — советник отдела по организации взаимодействия с субъектами Российской Федерации Организационного управления.
С 03.2006 по 08.2006 — заместитель начальника отдела по организации взаимодействия с субъектами Российской Федерации Организационного управления.
С 08.2006 по 10.2010 — заместитель начальника отдела по организации взаимодействия с органами государственной власти субъектов Российской Федерации Организационного управления.
С 10.2010 по 07.2012 — заместитель начальника отдела по взаимодействию с органами государственной власти субъектов Российской Федерации Организационного управления.
С 07.2012 по 12.2014 — начальник отдела по взаимодействию с органами государственной власти субъектов Российской Федерации Управления организационного обеспечения.
С 12.2014 по 10.2016 — начальник отдела организационной поддержки взаимодействия Совета Федерации с субъектами Российской Федерации Управления организационного обеспечения.

### В Чечне
В ноябре 2019 года по поручению Министра Чеченской Республики по национальной политике, внешним связям, печати и информации Джамбулата Вахидовича Умарова заместитель министра Николай Иванов в Москве принял участие в III Медиафоруме этнических и региональных СМИ.

## Семья
Женат, имеет троих детей. С 2001 по 2016 год Н. И. Иванов проживал в Москве; с 2017 года проживает в городе Грозном Чеченской Республики.

## Награды и звания
- Медаль ордена «За заслуги перед Отечеством» II степени
- Действительный государственный советник Российской Федерации 3 класса
- Памятная медаль «100-летие образования Чувашской автономной области» (2020)